# Where Dead Angels Lie
Where Dead Angels Lie es un EP lanzado por la banda sueca de black metal melódico Dissection. Fue lanzado inicialmente en un CD en forma de cruz en 1996 por Nuclear Blast Records. El EP fue posteriormente incluido en un CD adicional en el relanzamiento de Storm of the Light's Bane en 2006, aunque con la lista de canciones reorganizada.
El EP consta de tres canciones inéditas, una versión alternativa de uno de ellos (de título homónimo), y dos temas versionados.

## Lista de canciones
| N.º | Título                                      | Duración |  |
| 1.  | «Where Dead Angels Lie» (versión demo)      | 6:11     |  |
| 2.  | «Elisabeth Bathory» (cover de Tormentor)    | 5:05     |  |
| 3.  | «Antichrist» (cover de Slayer)              | 2:45     |  |
| 4.  | «Feathers Fell»                             | 0:52     |  |
| 5.  | «Son of the Mourning»                       | 3:14     |  |
| 6.  | «Where Dead Angels Lie» (versión del álbum) | 5:52     |  |

## Créditos y personal
Miembros
- Jon Nödtveidt – vocalista, guitarra
- Johan Norman – guitarra
- Peter Palmdahl – bajo
- Tobias Kellgren – percusiones

Diseño de portada
- Kristian Wåhlin[1]